# Calluna vulgaris
Callune
Genre
Espèce
Statut de conservation UICN

 LC  : Préoccupation mineure
La Callune (Calluna vulgaris Hull.) est une espèce de plante à fleurs de la famille des Ericaceae, seul représentant du genre Calluna. C'est un sous-arbrisseau vivace sempervirens. Elle est souvent considérée comme une bruyère. C'est la fleur nationale de la Norvège.
Cette plante est parfois appelée Béruée, Brande, Bruyère commune, Bucane, Fausse Bruyère, Grosse Brande, Péterolle ou Bruyère callune.

## Étymologie
Le nom « Calluna » vient du grec ancien καλλύνω / kallúnô, qui signifie « nettoyer, balayer », allusion à ses tiges ligneuses, dures et solides autrefois utilisées pour fabriquer des balais rudimentaires (comme chez Erica scoparia, la « bruyère à balais »).

## Histoire
Jadis, la callune était considérée comme une plante magique associée à la magie blanche.

La bruyère commune est une plante protectrice et d'augure. Dans les landes bretonnes, elle éloigne les esprits fantomatiques. En Écosse, si une jeune fille trouve un brin de bruyère blanche, elle est sûre de se marier dans l'année.

## Description
La callune est un sous-arbrisseau vivace de 20 à 50 cm de hauteur (rarement 1 m), chaméphyte ou nanophanérophyte sempervirent.
Bruyère la plus commune, elle se distingue du genre Erica par ses feuilles opposées en forme de petites écailles sessiles imbriquées sur 4 rangs (les feuilles sont en aiguille et disposées par 3 chez Erica, la véritable bruyère), et son calice double (premier calice vert, le calicule, et second calice pétaloïde), qui enferme la corolle faite de 4 pétales violets soudés seulement à la base du périanthe hétérochlamyde. Un moyen mnémotechnique de différencier les deux est Callune, calme et Bruyère (Erica), bruit, en référence au son produit lorsqu'on passe la main sur les deux plantes.
Les deux genres Calluna et Erica ont un androcée caractéristique des Ericacées, avec des étamines aux filets libres et fixés sur le réceptacle, des anthères à déhiscence poricide, et munis d'appendices bicornes à leur base. Le pistil comporte 4 carpelles soudés en un ovaire supère pluriloculaire (à 4 loges) avec un stigmate capité et un seul grand style. Le fruit est une capsule à 4 loges.
Les fleurs apparaissent en fin d'été, et pour les espèces sauvages sont généralement violet ou mauve.

## Écologie
La plante supporte un pâturage modéré et peut se régénérer après un incendie. Parfois géré en utilisant une méthode de brûlis.
La callune est une importante source de nourriture pour les moutons ou les chevreuils qui peuvent paître lorsque la neige recouvre la végétation. Le lagopède d'Écosse se nourrit de ses jeunes pousses et graines.

## Plante hôte
La chrysomèle des bruyères (Lochmaea suturalis), un coléoptère de la famille des Chrysomelidae est son insecte-hôte et peut parfois provoquer de gros dégâts. Les chenilles de différents papillons ont également pour plante hôte la callune et notamment : l'azuré de l'ajonc, le petit paon de nuit et la zygène de la bruyère.

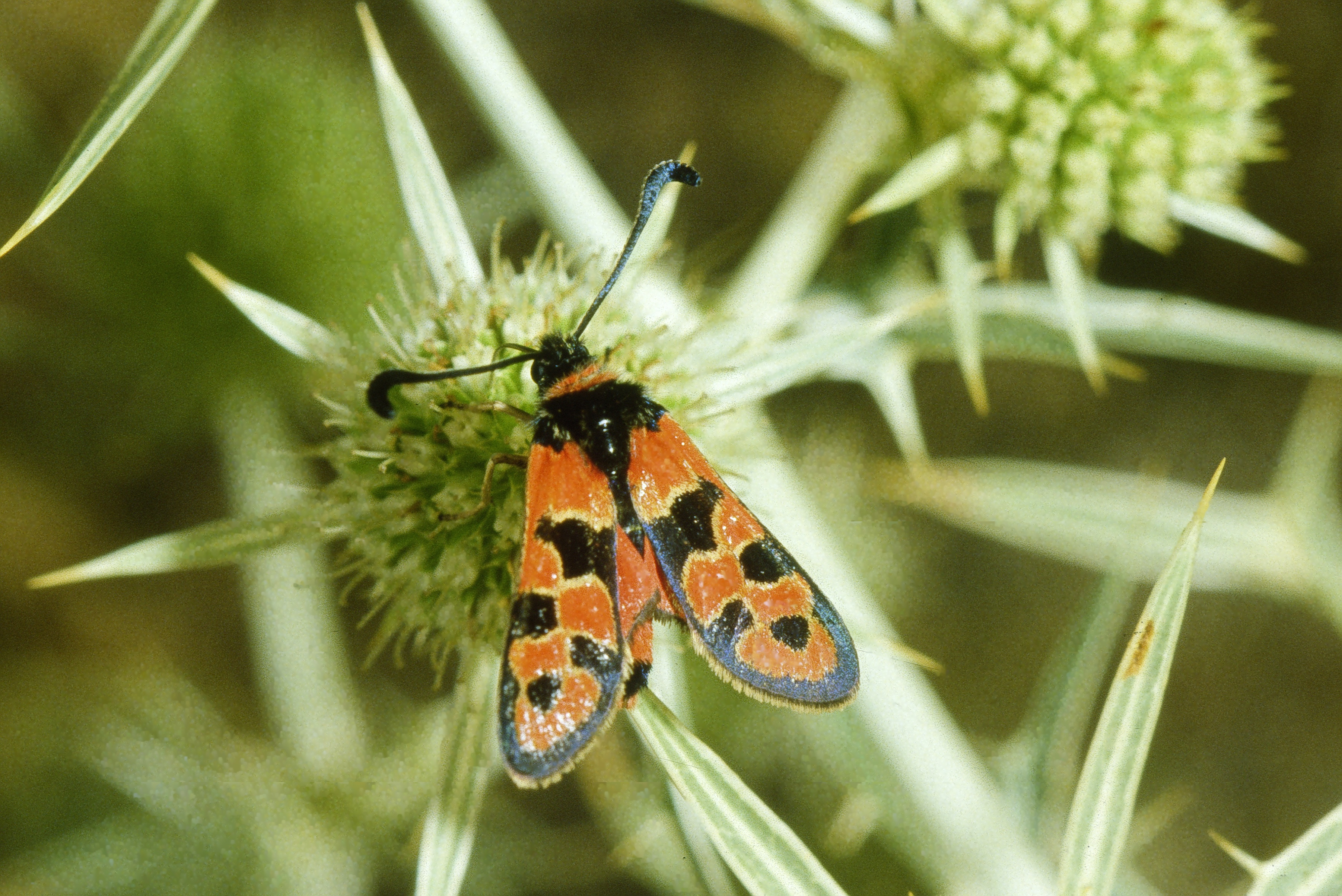
Zygène de la bruyère
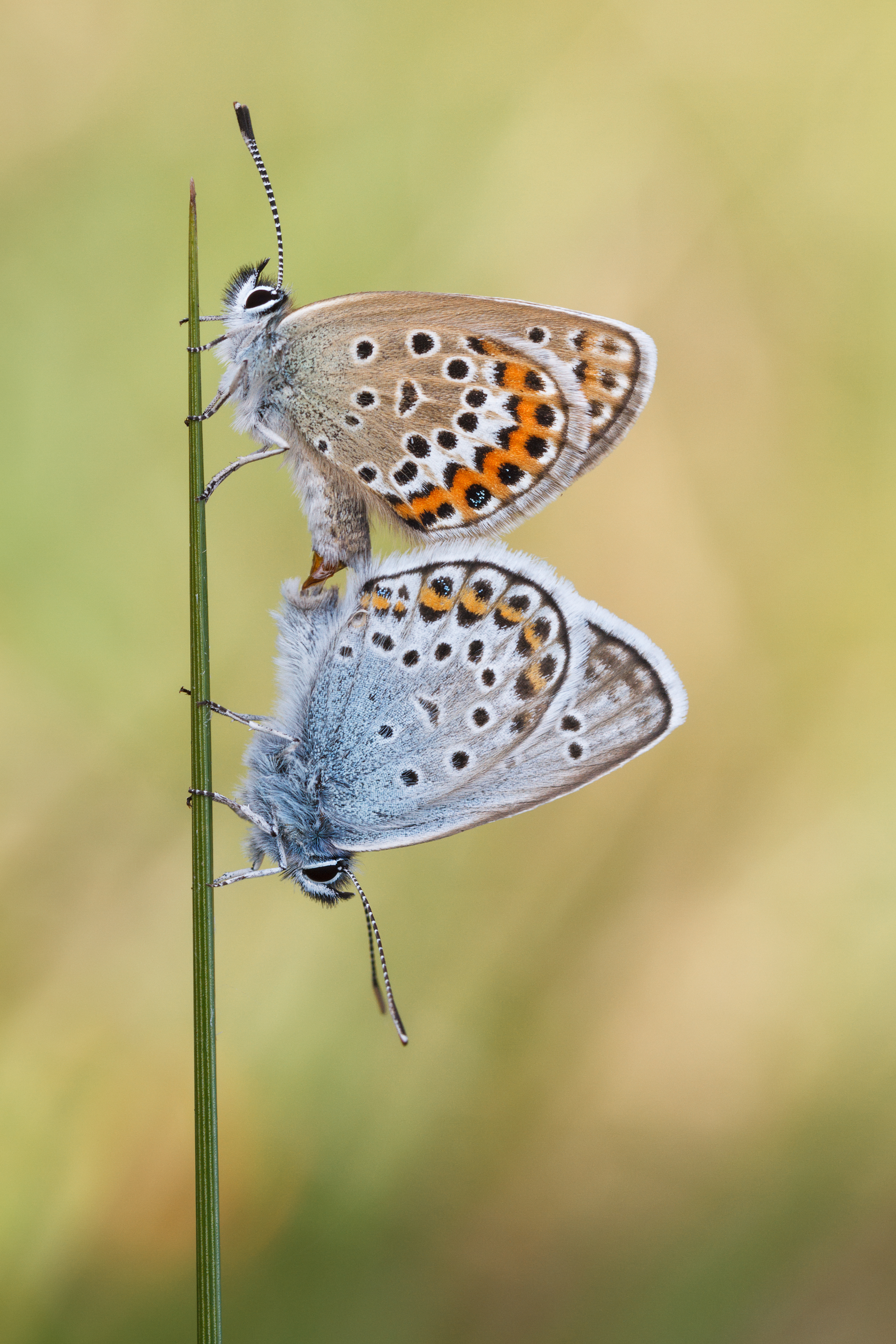
Azuré de l'ajonc
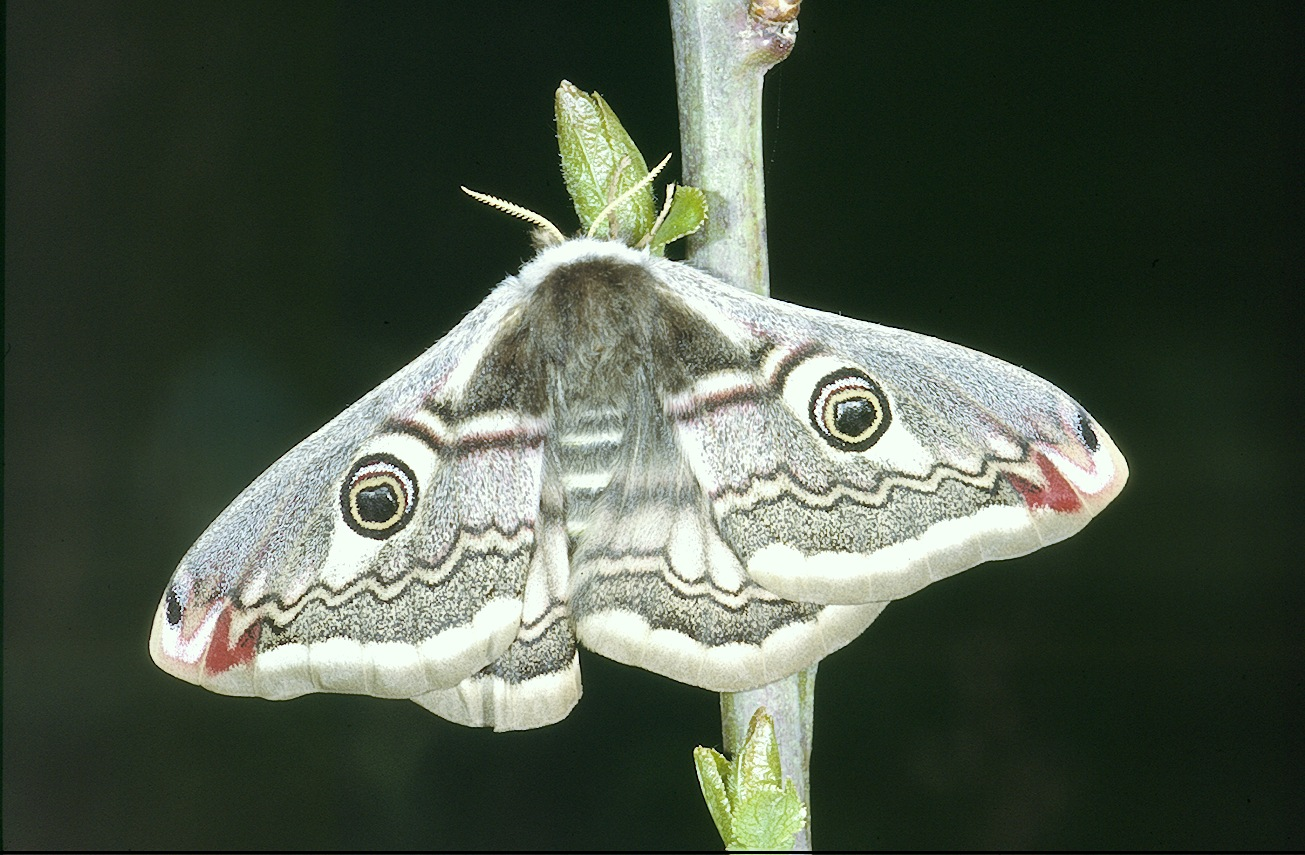
Petit paon de nuit

## Habitat
Répandue en Europe et en Asie Mineure sur terrains acides, ensoleillés et bien drainés, la Bruyère callune est une plante caractéristique des landes, tourbières et pinèdes.
La plante a été introduite en Nouvelle-Zélande et est devenue une adventice envahissante dans certains domaines, notamment le Parc national de Tongariro, où elle supplante les espèces indigènes. Des chrysomèles des bruyères ont alors été introduites pour limiter sa propagation et les essais préliminaires sont concluants à ce jour.

## Statuts de protection, menaces
L'espèce n'est pas encore évaluée à l'échelle mondiale par l'UICN. En Europe et en France, elle est classée comme non préoccupante .

## Composants
Éricoline, éricine, éricinol, quercétine.

## Utilisations

### Apiculture
Plante mellifère, la bruyère est utilisée en apiculture car son nectar contient 24 % de sucre, principalement du saccharose, et chaque fleur produisant une moyenne de 0,12 mg de sucre par jour. Le miel de bruyère est caractérisé par son goût assez fort et sa texture gélatineuse dite thixotrope (alors que les autres miels sont pour la plupart des fluides newtoniens). Sa difficulté d'extraction fait qu'il est souvent vendu en rayon de miel.

### Ornement
La callune est aussi une plante ornementale dans les jardins et pour l'aménagement paysager. Il en existe plusieurs milliers de cultivars aux fleurs allant du blanc, rose, violet, jusqu'au rouge. La saison de floraison des différents cultivars s'étend de la fin du mois de juillet à novembre dans l'hémisphère Nord. Les fleurs peuvent tourner au brun, mais restent sur les plantes pendant l'hiver, ce qui peut entraîner des effets intéressants.

### Alimentation
La callune est un ingrédient du gruit, un mélange d'arômes utilisé dans le brassage de la bière au Moyen Âge avant l'utilisation du houblon.

### Pharmacopée
- Partie utilisée : sommités fleuries
- propriétés : diurétique, antiseptique urogénital, sternutatoire, dépuratif.

La plante est utilisée dans des décoctions alcoolisées pour soigner les rhumatismes. Les compresses bouillantes sont utilisées pour soigner les engelures.

## Écotoxicologie
Comme les lichens parfois abondants sur les landes, comme les champignons et comme d'autres végétaux vivant sur des sols naturellement acides  et oligotrophes, les bruyères peuvent se charger en certains métaux toxiques, en radionucléides ou éléments indésirables pour la santé (animale ou humaine). Un sol au pH bas, c'est-à-dire acide, facilite la migration de nombreux métaux lourds, métalloïdes et radionucléides, tout en augmentant leur biodisponibilité). Un sol pauvre en éléments nutritifs peut aussi favoriser certaines carences en oligoéléments).
Radioécologie : en cas de retombées radioactives, quand elle est mangée par des herbivores, la callune joue un rôle dans le réseau trophique (et dans la chaine alimentaire pour les êtres humains s'il s'agit d'un animal d'élevage).
Ainsi, en Irlande, après la catastrophe de Tchernobyl, une étude a ainsi mesuré dans plusieurs landes des hautes-terres utilisés comme pâturages ovins l'activité (radioactive) de trois radionucléides (césium 134, césium 137 et potassium 40 ) déposés par le « nuage radioactif » sur la terre de bruyère.
Parallèlement, ces trois radioéléments et leur radioactivité ont été mesurés dans des échantillons de Calluna vulgaris prélevés sur ces sols.
Le coefficient de transfert sol-plante du radiocésium du potassium 40 ont été étudiés in vitro et in vivo.
Dans ce cas, le césium déposé par le nuage de Tchernobyl présentait « une concentration élevée dans la terre de bruyère (par rapport aux taux antérieurs) ». Des taux importants de césium radioactif ont été mesurées dans les quatre sites pâturés par des moutons, montrant une capacité de la terre de bruyère en termes de rétention. 
La bruyère Callune s'est montrée capable de transférer ces radionucléides du sol aux herbivores qui la consomment, « avec une corrélation significative entre les taux de césium radioactif mesurés dans les moutons et l'activité de dépôts radioactifs mesurée au sol ».

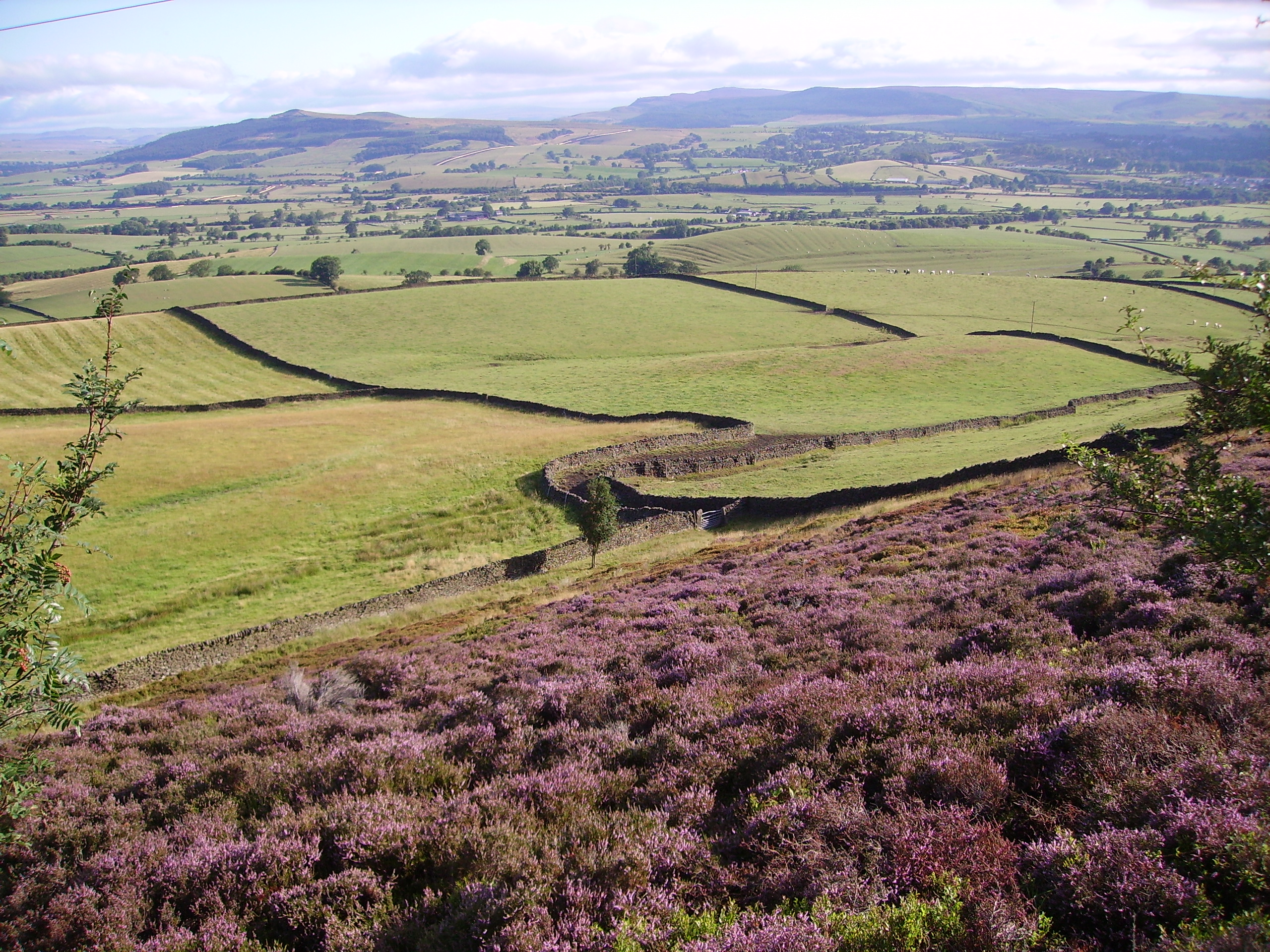
Pente recouverte de callunes, Yorkshire du Nord.

## Langage des fleurs
La bruyère est associée à la solitude et l'isolement.